# تندوزه

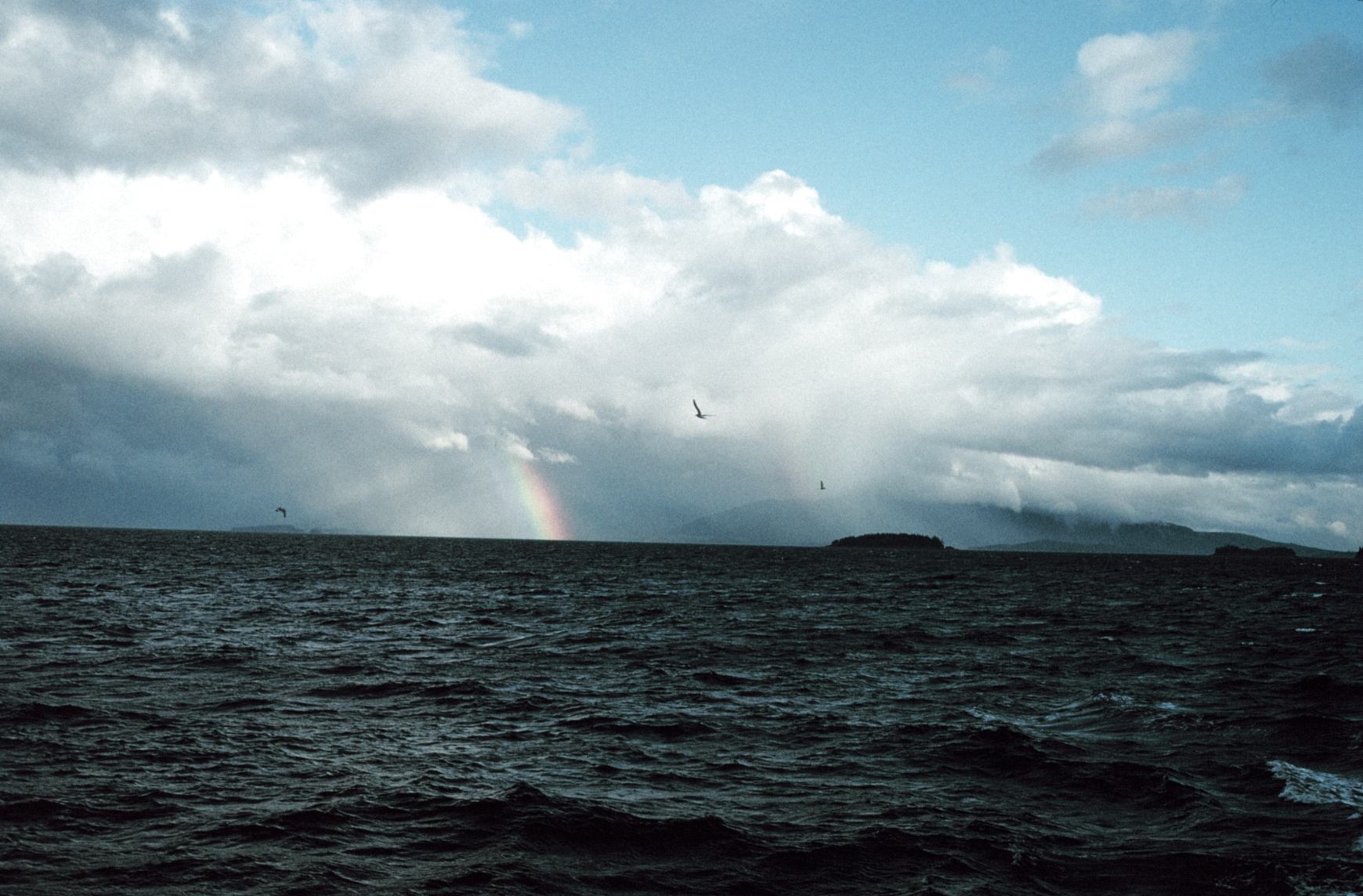
رنگین‌کمانی پس از یک تندوزه.

در اصطلاح هواشناسی، به افزایش ناگهانی و تند در وزش باد،"زوبعه" تُندوَزه گفته می‌شود.
تندوزه به طور معمول با هوای متغیر به‌ویژه با رگبار، توفان یا برف سنگین همراه است.
تندوزه‌ها افزایش در سرعت باد طی مدتی از زمان هستند و در جریان خود تندوزه ممکن است باد، چندین جَست در سرعت داشته‌باشد.
جست‌هایی که در تندوزه پدید می‌آید بیش از ۷۵ کیلومتر بر ساعت سرعت دارند. بادهایی با سرعت ۱۰۰ کیلومتر بر ساعت نیز در جریان تندوزش‌ها اندازه‌گیری شده‌است.
وزش‌های تند می‌تواند در سراسر ماه‌های سال رخ دهد ولی در زمستان‌ها به‌ویژه به هنگام توفان و در تابستان به‌ویژه به هنگام رگبار احتمال رخ دادن تندوزه بیشتر است. سرعت و خطر تندوزه‌های حین رگبار از بقیه تندوزه‌ها بیشتر است.